# Google Programmable Search Engine
Programowalna wyszukiwarka Google (ang. Google Programmable Search Engine, wcześniej: Google Custom Search,  Google Co-op) – udostępniony przez firmę Google Inc. w 2006 interfejs wyszukiwarki Google, który oferuje użytkownikom Internetu możliwość tworzenia spersonalizowanych wyszukiwarek dla ich stron tzw. wyszukiwarek niestandardowych Google.
Dzięki pełnemu udostępnieniu API jest możliwe wbudowywanie systemów wyszukiwania bezpośrednio do samodzielnych aplikacji.
Tworzenie wyszukiwarek niestandardowych Custom Search, nie wymaga instalacji jakiegokolwiek oprogramowania.
Google CSE został udostępniony w 40 językach (11/20/2007).
Udostępniono trzy wersje Google CSE:
Dla prywatnej witryny, bloga lub grupy dyskusyjnej – tworzenie wyszukiwarki
Ta wersja podstawowa Google CSE jest dostępna za darmo, jednak w wynikach wyszukiwania będą pojawiały się linki reklamowe dostarczane przez Google (można je zintegrować ze swoim kontem Google Google AdSense i zarabiać na wyświetlaniu reklam w wynikach wyszukiwania).
Dla firmy lub przedsiębiorstwa
Wersja dla biznesu Custom Search Business Edition (CSBE), który pozwala na użycie API XML, pomoc telefoniczną i e-mailową. Po pewnym czasie nazwa to została zmieniona na Google Site Search i udostępniona pod adresem Google Site Search
Dla organizacji non-profit, edukacyjnej lub rządowej
Udostępnienie Google Custom Search  10/23/2006
Blog firmowy Google Custom Search.
Wyszukiwarka Google CSE wersja dla firm, Google Custom Search Business Edition.
Zarządzanie Google CSE Zarządzanie istniejącymi wyszukiwarkami niestandardowymi.
Wyszukiwarka niestandardowa udostępniona lokalnie – 11/20/2007 Custom Search goes global